# Zatom Stary

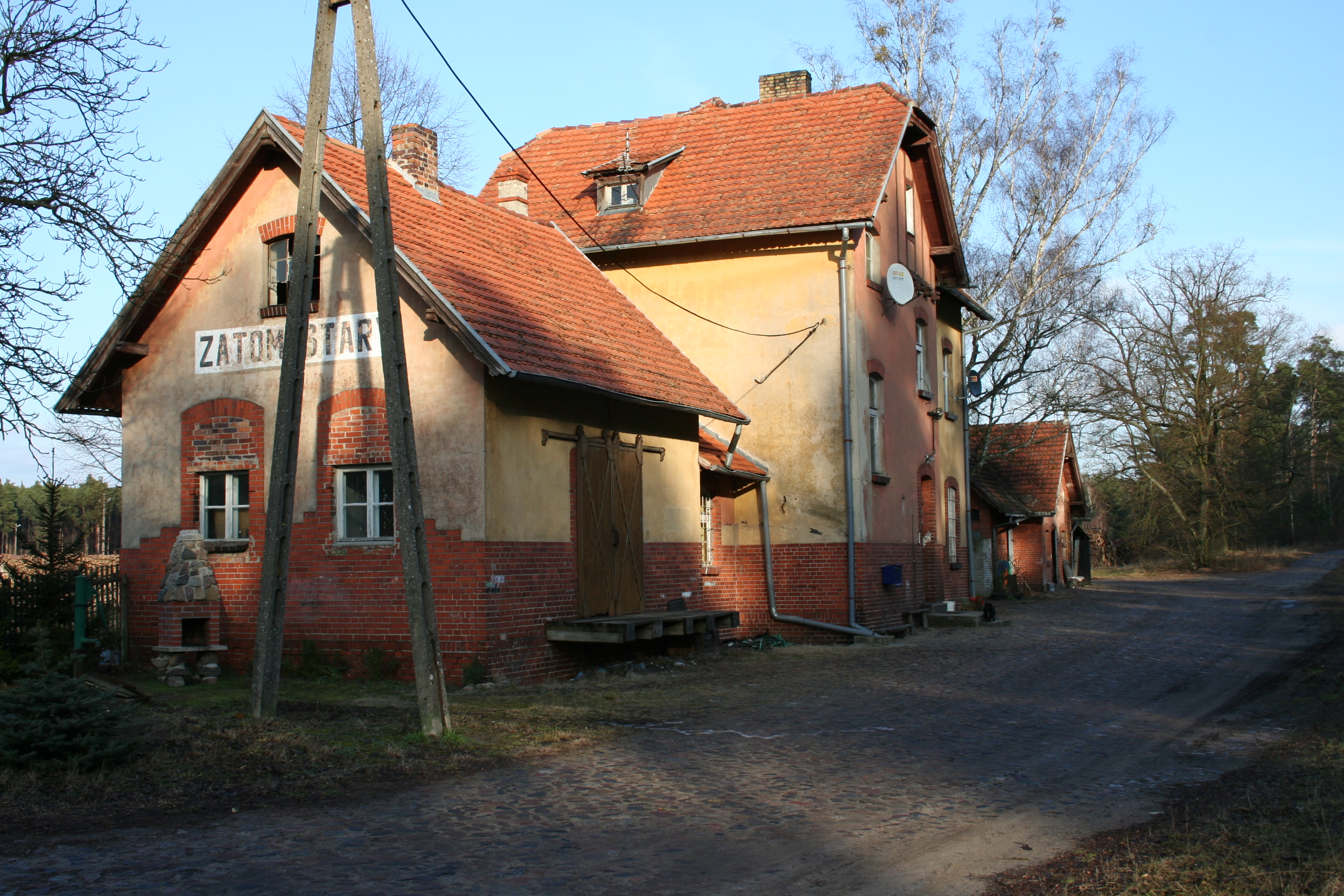
Nieczynna stacja kolejowa

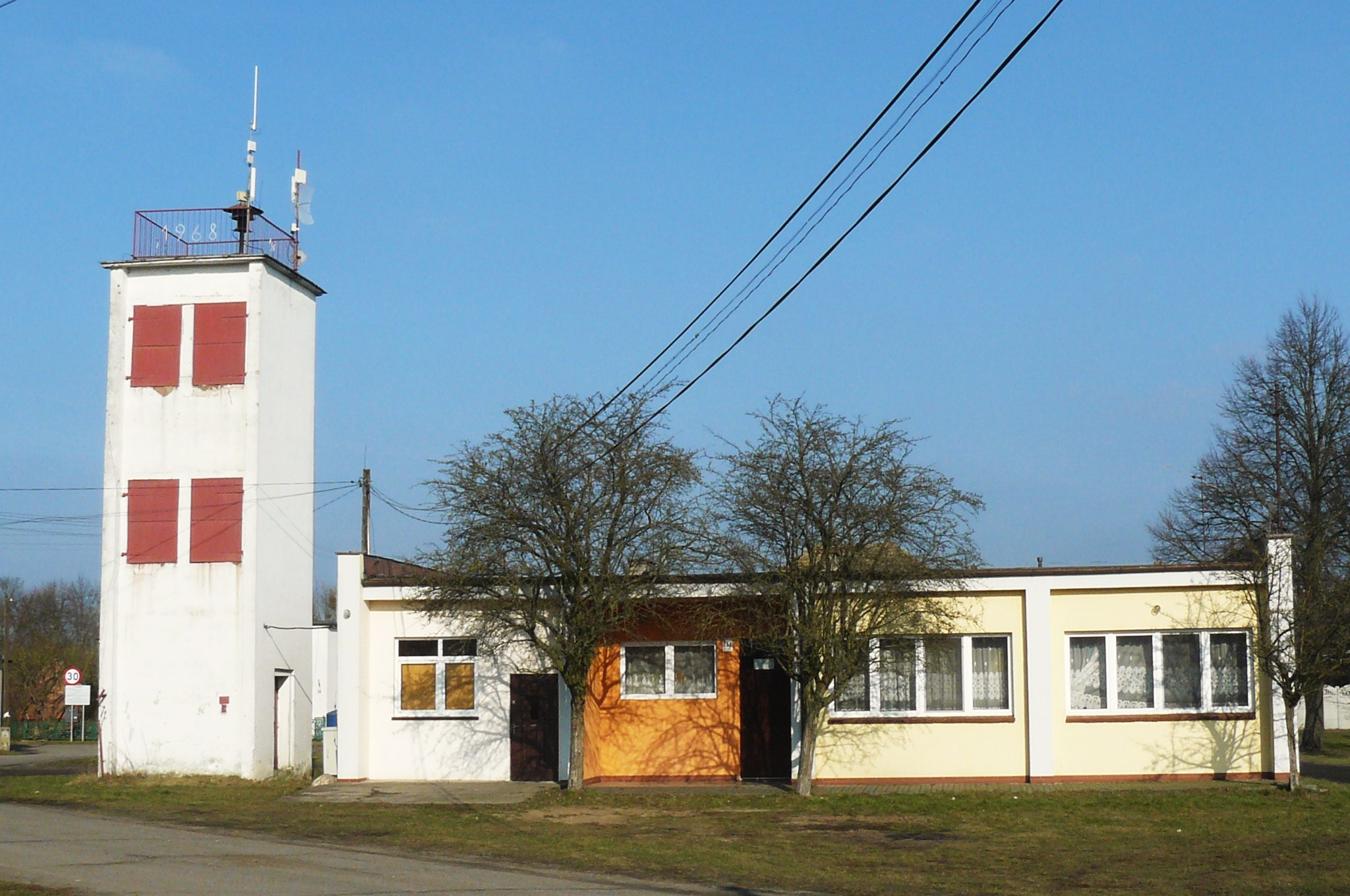
Remiza strażacka

Zatom Stary (do 31 grudnia 2002 Stary Zatom) – wieś sołecka w Polsce położona w województwie wielkopolskim, w powiecie międzychodzkim, w gminie Międzychód na lewym brzegu rzeki Warty naprzeciw Zatomia Nowego między Międzychodem a Sierakowem Wlkp. na wschodnim skraju gminy i województwa.
Wieś leżąca w granicach historycznej Wielkopolski zawsze należała do Polski. Jedynie w okresie między II rozbiorem Polski (1793) i rokiem 1919 wchodziła w skład Prus. W latach 1939–1945 pod okupacją niemiecką.
Nazwa wywodzi się prawdopodobnie od „zatorów” lodowych na Warcie. W czasie okupacji niemieckiej funkcjonowała pod nazwą „Alt Zattum”, a później „Alt Fährdorf”. 1 stycznia 2003 nastąpiła zmiana nazwy ze Stary Zatom na Zatom Stary.

## Historia
Pierwsze wzmianki o miejscowości pochodzą z 1388 r. Z początkiem XV w. pojawia się druga wieś początkowo określana jako „Zatom Mały”, a później Zatom Nowy.

... Zatom r. 1388 i Kolno pod Międzychodem w r.1392 były posiadłościami szlacheckimi...

W latach 1388–1428 jako właściciel występował Mikołaj Zatomski herbu Leszczyc, od 1394 r. piszący się „...z Głażewa”.

Herb Leszczyc

Kolejnym właścicielem dóbr zatomsko-głażewskich był Andrzej Słomowski, z Głażewa († po 1448). Od 1461 r. w zapiskach występuje jego syn Piotr Zatomski, piszący się także z Dormowa, Słomowski, Głażewski († przed 1483).
W 1466 r. zapisał żonie Annie po 150 grzywien posagu i wiana na połowach Starego i Nowego Zatomia. W 1472 r. połowy obu wsi oddał bratu Janowi Zatomskiemu w zamian za Głażewo i Dormowo. Jan, piszący się także Słomowski, występuje od 1464 r., a otrzymawszy Zatom osiadł tam na stałe. Swej żonie, także Annie, zapisał w 1469 r. na połowach Starego i Nowego Zatomia po 200 grzywien posagu i wiana.
W 1499 r. sprzedał 4 łany osiadłe w Starym Zatomiu Wincentemu z Pniew za 50 grzywien z zastrzeżeniem prawa wykupu, a w 1500 r. – 2 opustoszałe łany Mikołajowi Opalińskiemu.
W 1500 r. syn Jana, Andrzej Słomowski (także Głażewski, Zatomski) zeznał na procesie, iż ojciec zaspokoił jego roszczenia do dóbr ojcowskich i macierzystych, m.in. do obu Zatomiów. W 1519 r. tenże Andrzej Zatomski zastawił Nowy Zatom Andrzejowi Górce z Osiecznej. Tak posiadłości zatomskie weszły w skład dóbr sierakowskich.
Andrzej Górka († 1551) herbu Łodzia odziedziczył w 1542 r. po śmierci swego ojca Łukasza, wojewody poznańskiego, później biskupa kujawskiego m.in. miasto Sieraków. Jego z kolei sukcesorem był syn Łukasz Górka, wojewoda poznański.
W 1571 r. cały klucz sierakowski, na pewno już wraz ze Starym i Nowym Zatomiem, przeszedł na własność Jakuba Rokossowskiego, herbu Glaubicz, posła na sejmy, kasztelana śremskiego i podskarbiego koronnego.
W 1581 r. i 1583 r. płatnikiem poboru z obu Zatomiów był Jan Rokossowski, jego syn z pierwszego małżeństwa. W 1591 r. klucz sierakowski nabył Jan Opaliński z Bnina, h. Łodzia, kasztelan rogoziński.
Następnie gospodarzył tu jego syn wojewoda, poznański Piotr Opaliński oraz jego synowie: Krzysztof (1609–1655) i Łukasz (1612–1662), którzy zasłynęli na polu literatury. Właśnie Łukasz Opaliński, w obecności brata Krzysztofa i matki, zapisując 17 lipca 1634 r. Szpitalowi św. Ducha w Sierakowie 1.000 złotych polskich, ulokował je na swych dobrach w Kłosowicach i Starym Zatomiu.
Jedyną córką kasztelana poznańskiego Jana Karola Opalińskiego, była Katarzyna (1680–1747), która w 1698 r. wyszła za podczaszego koronnego Stanisława Leszczyńskiego i wniosła mu cały majątek, a 4 października 1705 r. wraz z mężem została koronowana na królową Polski.
Ich córka Maria (1703–1768) została w 1725 r. żoną Ludwika XV i w ten sposób Stary Zatom wraz z całym kluczem sierakowskim stał się w 1747 r. własnością królowej Francji. Jednak już 23 maja 1749 r. z powodu wystawnego życia dworskiego zmuszona była „..dobra Miasto Sieraków ze Wsiami i Folwarkami, w tym obie wsie Zatim, sprzedać za sumę Milion Złotych Polskich Henrykowi Hrabiemu z Ociesza Brühlowi”.
Początki wsi sięgają więc XIV w. W 1427 r. zawarto ugodę w sprawie rozgraniczenia wsi Bielsko i Zatom. Pale graniczne wbito w strugę Bielina, która wpływała do starego koryta Warty. Wspomniano także nieznane dziś miejsce lub wodę Stranica między Zatomiem i Bielskiem. W 1560 r. granica z wsią Kłosowice biegła niezidentyfikowaną dziś strugą Moczidla, która uchodziła do Warty, a następnie w górę Warty do kopca między Kłosowicami i Sierakowem. Z kolei kopiec węgielny wsi Debrzno (Ławica), Kłosowice i Stary Zatom leżał w gaju Brzozowiec, nad błotem zw. Kin.
Wieś początkowo była dworską czyli należącą do szlachty, ale w końcu XIX w. wykupili ją chłopi i stała wsią włościańską.
Po rozbiorach Polski miejscowość znalazła się w zaborze pruskim. W okresie Wielkiego Księstwa Poznańskiego (1815–1848) miejscowość wzmiankowana jako Stary Zatum należała do wsi większych w ówczesnym pruskim powiecie Międzyrzecz w rejencji poznańskiej. Stary Zatum należał do okręgu sierakowskiego tego powiatu i stanowił część majątku Sieraków, którego właścicielem był wówczas rząd pruski w Berlinie. Według spisu urzędowego z 1837 roku wieś liczyła 265 mieszkańców, którzy zamieszkiwali 24 dymy (domostwa).
Jako Zatom Stara i Nowa dwie wsie leżące w powiecie międzychodzkim opisał ją XIX wieczny Słownik geograficzny Królestwa Polskiego. W 1895 we wsi znajdowało się 44 domy z 419 mieszkańcami z czego większość była katolikami, a 37 było protestantami. Wieś liczyła 585 hektarów powierzchni. Znajdowała się w niej katolicka szkoła początkowa.
W 1908 powierzchnia wsi nieznacznie się powiększyła do 586,2 ha.
W 1945 r. zniszczone zostały tylko 3 domy.
Nazwa Zatom Stary została przywrócona i ogłoszona w Dzienniku Urzędowym Ministerstwa byłej dzielnicy pruskiej nr 46 z 19.08.1920 r. jako Rozporządzenie nr 381 w sprawie ustalenia nazw miejscowości powiatu międzychodzkiego – przywracającego dawniejsze polskie nazwy.
W latach 1975–1998 miejscowość administracyjnie należała do województwa gorzowskiego.

## Liczba gospodarstw
- 1837 – 24 „dymy”
- 1881 – 44 „dymy”
- 1905 – 79 indywidualnych gosp.domowych
- 1982 – 55 zabudowań

## Zaludnienie
- 1837 – 265 „dusz”
- 1864 – 352 mieszkańców
- 1881 – 419 mieszkańców
- 1910 – 397 mieszkańców
- 1905 – 414 mieszkańców
- 1970 – 289 mieszkańców
- 1978 – 266 mieszkańców
- 1980 – 260 mieszkańców
- 2003 – 268 mieszkańców

## Kościół
Wieś leży na historycznym obszarze biskupstwa poznańskiego.
Od początku związana z Parafią NMP Niepokalanie Poczętej w Sierakowie, co jest potwierdzone od 1580 r. Protestanci też należeli do parafii w Sierakowie.
Na przełomie XIX/XX wieku wieś była zdecydowanie katolicka i polska.
W 1885 r. mieszkało tu tylko 37 protestantów(9%), w 1905 r. – 31 (7,5%).
Wszyscy protestanci byli niemieckojęzyczni, natomiast aż dla 372 katolików (89,8% mieszkańców wsi) językiem ojczystym był polski.
W czasie Kulturkampfu gdy w 1877 r. zawakowała parafia w Sierakowie, mieszkańcy miasta chodzili początkowo do Zatomia Starego, gdzie w szkole ks. Jakub Barcikowski pseudonim Wujaszek odprawiał potajemnie nabożeństwa. Z Poznania przybył on do wioski w przebraniu fryzjera. Po 8 latach tajnego duszpasterstwa został aresztowany przez żandarmów. Przed odejściem pozostawił zakupioną wcześniej przez siebie figurę Matki Boskiej z Dzieciątkiem, którą później (w 1882 roku) postawiono w centrum wioski na wymurowanym cokole. Stała ona tam do 1939 roku kiedy to w nocy z 7/8 grudnia została zniszczona przez młodzież Hitlerjugend.
12 grudnia 1939 roku rozpoczęto wysiedlenia mieszkańców- łącznie w kilku grupach 110 osób. Na inne gospodarstwa przesiedlono 20 osób, a do prac przymusowych w Niemczech wysiedlono 9 osób.
26 maja 1947 roku poświęcono nową figurę Matki Boskiej z Dzieciątkiem ustawioną na miejscu poprzedniej figury.
W latach 1982–1987 wybudowano kościół pw. św. Maksymiliana Kolbe, który należy do Parafii pw. Najświętszej Maryi Panny Niepokalanie Poczętej w Sierakowie.
Pierwsza msza odbyła się w samych murach kościoła „pod gołym niebem” w 1985 roku.

## Szkoła
W końcu XIX w. szkoła ewangelicka znajdowała się w Kolnie. Szkoła we wsi czynna była w latach 40., w latach 70. był tu punkt filialny Zespołu Szkół Gminnych w Międzychodzie.

## Komunikacja

### Drogi
Południowa część miejscowości, położona jest przy drodze wojewódzkiej nr 182, swój przebieg pokrywając praktycznie z równolegle biegnącą linią kolejową nr 368. Z drogą nr 182 krzyżuje się droga wojewódzka nr 195, prowadząca do głównej części wsi oraz przeprawy promowej przez Wartę.

### Kolej
W 1907 r. zbudowano tu linię kolejową nr 368 z Szamotuł do Międzychodu. Obecnie (2006) linia kolejowa jest nieczynna.

## Kilka faktów zpowstania wielkopolskiego
5 stycznia 1919 r. – do Sierakowa przybył silny oddział wojska niemieckiego, który uprowadził ze stadniny ponad 100 rasowych koni. Miały dużą wartość jako zwierzęta pociągowe. Mieszkańcy wezwali na pomoc powstańców z Szamotuł i Pniew. Miasto zostało opanowane przez polskie oddziały, które ruszyły na zachód i wkrótce dotarły do linii Zatom Stary – Ławica – Prusim.
7/8 stycznia 1919 r. – Sieraków został opanowany przez powstańców wielkopolskich; rozpoczęła się ofensywa wojsk powstańczych na linii Sieraków – Chorzępowo – Zatom Stary – Kolno – Kamionna – Mnichy – Tuczępy – Miłostowo – Zębowo.
11 stycznia 1919 r. – liczne starcia powstańców z oddziałami niemieckiego Grenzschutzu na terenie powiatu międzychodzkiego; m.in. w Zatomiu Starym, Ławicy i najbardziej wysuniętym na zachód punkcie oporu Kolnie, które tego dnia przechodziło 2-krotnie z rąk niemieckich do polskich.
12 stycznia 1919 r. – pluton niemieckiego Grenzschutzu wspierany przez artylerię wtargnął do Zatomia Starego, jednak po brawurowej kontrakcji powstańców został wyparty z wioski (straty niemieckie – 8 rannych).
14 stycznia 1919 r. – powstańcy z placówki w Zatomiu Starym stoczyli bój o sąsiednią wieś Zatom Nowy; podczas walki 2 Polaków dostało się do niemieckiej niewoli, a 1 został ranny
19 czerwca 1925 r. - data powstania lokalnego przedstawicielstwa Towarzystwa Powstańców i Wojaków

## Współczesność
W lipcu 2006 r. rozpoczęto odwiert w poszukiwaniu ropy naftowej. 4 grudnia tegoż roku w miejscowym kościele odprawiono prawdopodobnie pierwszą mszę barbórkową zamówioną przez pracowników wiertni ropy (zaliczani są oni do zawodowego kręgu górników).
Na rzece Warcie czynna jest przeprawa promowa (prom górnolinowy ustawiany siłą mięśni i zestawem kół do prądu rzecznego) do Zatomia Nowego.

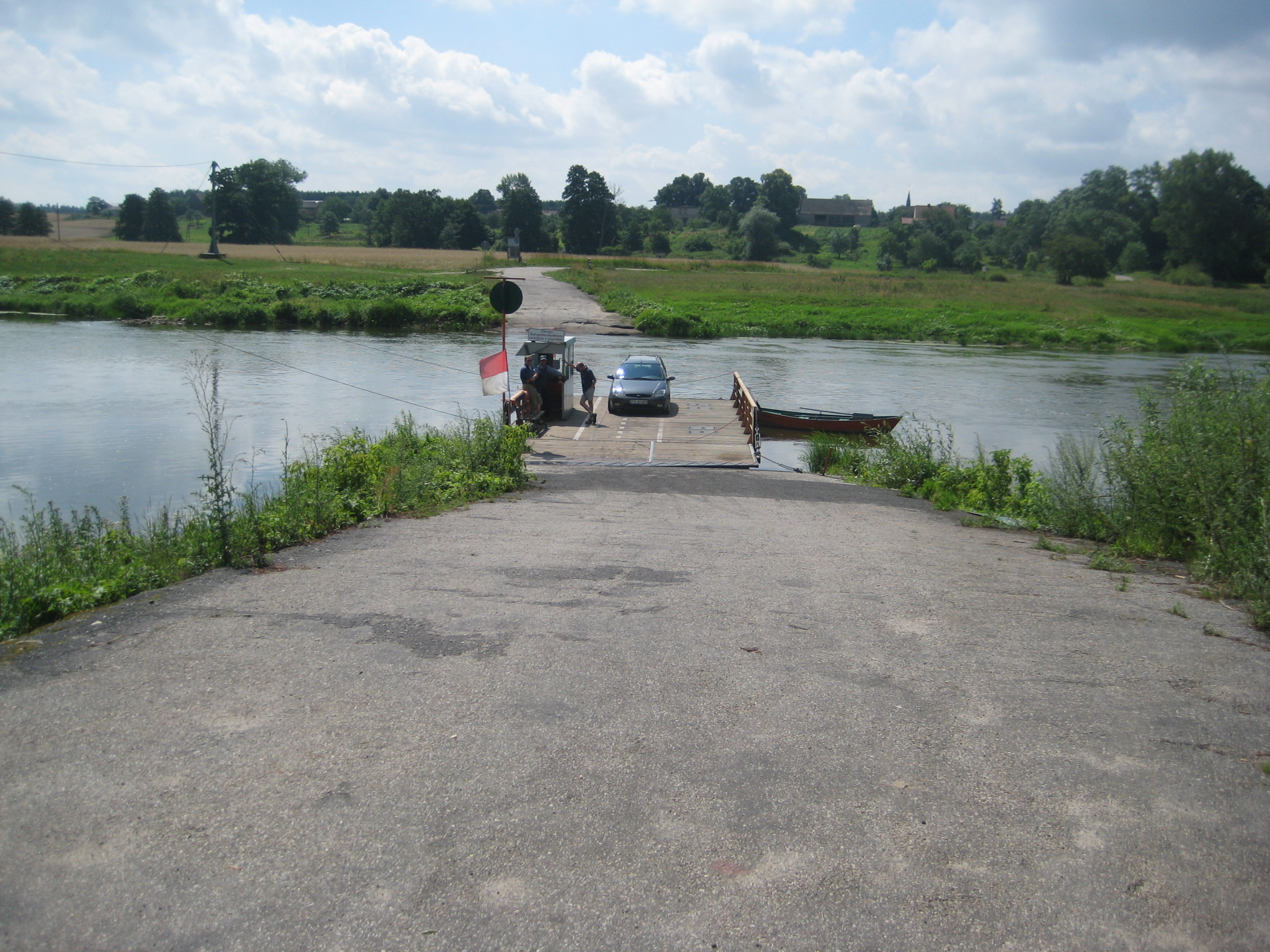
Prom po stronie miejscowości